# Lagothrix
Lagothrix — рід мавп Нового Світу, які зазвичай відносять до родини Atelidae. Обидва види цього роду походять із тропічних лісів Південної Америки. Вони мають чіпкі хвости й живуть у відносно великих соціальних групах.

## Опис
Lagothrix тісно пов'язані з Ateles. Вони мають густу коричневу шерсть з темно-сірими додатками. Область живота чорна, а голова світло-коричнева. Колір хутра однаковий як у самців, так і у самок. Серед підвидів існують варіації забарвлення. Чіпкий хвіст допомагає лазити та виконує багато функцій протилежного великого пальця. Довжина рук і ніг приблизно однакова. Усі види великі, важать близько 7 кілограмів. Самці в середньому важать на 45 % більше самок, але мають однакову довжину.

## Середовище проживання та соціальна поведінка
Lagothrix зустрічаються в усіх північних країнах Південної Америки (Болівія, Бразилія, Колумбія, Еквадор, Венесуела та Перу). Зазвичай вони живуть у високогірних хмарних лісах, сезонно затоплюваних тропічних лісах і лісах, які розташовані в східному рівнинному регіоні Колумбії, хоча їх ідеальним середовищем існування є вологі та зрілі тропічні ліси.
Вид живе соціальними групами від 10 до 45 особин. Групи пошуку їжі, однак, зазвичай складаються з двох-шести особин, які відгалужуються від основної групи, що, ймовірно, має на меті зменшити харчову конкуренцію між особинами. Раціон складається з фруктів з додаванням листя, насіння, квітів і безхребетних. Кожною групою керує та очолює альфа-самець, а соціальна організація всередині більшої групи організована за віком, статтю та репродуктивним статусом самок. Розмноження: один самець (або альфа, або підлеглий) спаровується з кількома самками, так само як самки спаровуються з кількома самцями. Невдовзі після того, як самки досягають зрілості, вони залишають свої натальні групи, щоб уникнути будь-яких випадків інбридингу, тоді як самці, як правило, залишаються у своїх натальних групах.
Гра не лише служить процесом зв'язування, щоб відновити стосунки між особинами, але також є способом, яким вид встановлює ієрархію або соціальний порядок, а також пасивний обмін їжею, який також вважається звичайною рутиною для виду. Lagothrix мають складну систему вокалізації та нюхової, зорової та тактильної комунікації. Вони можуть бути використані для координації групової діяльності, вказівки на агресію, прихильність і маркування, а також встановлення територій.
На Lagothrix полюють різні види орлів і котів, наприклад ягуар. Однак їхніми головними хижаками є люди, які полюють на цей вид як для їжі, так і для незаконної торгівлі домашніми тваринами. Посягання на середовище існування також загрожує виживанню виду.